# Miłogoszcz (Będzino)
Miłogoszcz (deutsch Hohenfelde) ist ein Dorf in der Landgemeinde Będzino (Alt Banzin) der polnischen Woiwodschaft Westpommern.

## Geographische Lage
Miłogoszcz (Hohenfelde) liegt in Hinterpommern, etwa acht Kilometer westlich von Będzino, zwanzig Kilometer westlich von Koszalin (Köslin) und 121 Kilometer östlich der Metropole Stettin. Der Ort hat eine Haltestelle an der Bahnstrecke Koszalin–Goleniów (Köslin–Gollnow) und liegt in der Nähe des entsprechenden Teilabschnitts der Landstraße 11 (ehemalige deutsche Reichsstraße 160) (droga krajowa 11), der diese beiden Städte miteinander verbindet.
Nachbargemeinden sind Słowienkowo (Wolfshagen) und Będzino im Nordosten und Wierzchominko (Varchminshagen) im Südosten.

## Geschichte

Hohenfelde westlich der Stadt Köslin und nordöstlich des Seebads Kolberg an der Ostsee auf einer Landkarte von 1910.

Das heutige Miłogoszcz war früher ein Gutsbezirk, der zum Amtsbezirk Kordeshagen gehörte. Das Rittergut mit schlossartigem Herrenhaus, ursprünglich ein Sitz der Familie Kameke, war vermutlich um die Zeit der Wende vom 16. zum 17. Jahrhundert angelegt worden.
Um das Jahr 1780 gehörten zu Hohenfelde ein Vorwerk, ein Schloss, eine Schäferei, eine Windmühle, eine Schmiede und 13 Feuerstellen (Haushalte). Das zuständige Standesamt befand sich in Kordeshagen. Die evangelische Gemeinde von Hohenfelde war im zur Kösliner Synode gehörenden Kirchspiel von Kordeshagen in der Kirchenprovinz Pommern der Kirche der Altpreußischen Union eingepfarrt. 
Im Jahr 1788 verkaufte Alexander Friedrich von Kameke Henkenhagen zusammen mit Amalienhof (früher Magdalenenhof genannt), Kordeshagen, Strippow und Strachmin für 56.000 Reichstaler an den Dompropst August Ferdinand von Wissmann. Anschließend wechselte Hohenfelde noch mehrmals seinen Besitzer. Um die Mitte des 19. Jahrhunderts gehörte das Vorwerk dem Alexander von Thielen. Bis 1945 wurde das Gut Hohenfelde durch die Familie von der Marwitz (Hohenfelde) bewirtschaftet.
Gegen Ende des Zweiten Weltkriegs wurde die Region im Frühjahr 1945 von der Roten Armee besetzt und anschließend – wie ganz Hinterpommern – unter polnische Verwaltung gestellt. Die deutsche Ortschaft Hohenfelde erhielt den polnischen Namen Miłogoszcz. Anschließend begann die Zuwanderung von Polen, und die deutschen Einwohner wurden aus ihren Häusern gedrängt. Die deutschen Einheimischen wurden bis etwa 1947 aufgrund der so genannten Bierut-Dekrete aus Hohenfelde vertrieben.
Der überwiegende Teil der Bevölkerung von Miłogoszcz ist heute katholisch. Das Dorf gehört zur Pfarrei Dobrzyca im Dekanat Mielno (Großmöllen) im Bistum Köslin-Kolberg der Katholischen Kirche in Polen. Evangelische Kirchenglieder sind dem Pfarramt in Koszalin in der Diözese Pommern-Großpolen der Evangelisch-Augsburgischen Kirche in Polen zugeordnet.

## Einwohnerzahlen
- 1867: 381
- 1905: 431
- 1933: 449
- 1939: 434

## Söhne und Töchter der Stadt
- Ernst Bogislav von Kameke (1674–1726), preußischer Staatsminister und Generalpostdirektor.